# Kawelomahamahaia
Kawelomahamahaia (ili Keawelomahamahaia) bio je veliki havajski poglavica, 16. vladar otoka Kauaija, a rođen je oko 1630. godine.

## Životopis
Kawelomahamahaia je bio pripadnik dinastije Kawelo, sin kralja Kamakapua i kraljice Pawahine te nećak kralja Keawenuiaumija.
Legende ga spominju kao velikog vladara, jer je u njegovo doba stanovništvo dobilo bogatstvo.
Oženio je ženu zvanu Kapohinakalani, te su imali djecu:
- Kawelomakualua (kralj)
- Kaweloikiakoʻo (sin)
- Koʻoakapoko (sin)
- Kaʻawihiokalani (kći)
- Malaiakalani (kći)
- Kawelolauhuki (kći ili nećakinja)

Njegov je unuk bio kralj Kaweloamaihunalii.

## Poveznice
- Havajske princeze
- Kaweloaikanaka